# Ротонделла
Ротонделла (італ. Rotondella) — муніципалітет в Італії, у регіоні Базиліката, провінція Матера.
Ротонделла розташована на відстані близько 390 км на південний схід від Рима, 80 км на південний схід від Потенци, 60 км на південь від Матери.
Населення — 2674 особи (2014).
Щорічний фестиваль відбувається 13 червня. Покровитель — Sant'Antonio di Padova.

## Демографія
Населення за роками:

Станом на 1 січня 2023 року в муніципалітеті офіційно проживав 301 іноземець з 14 країн, серед них 39 громадян країн Євросоюзу та 1 громадянин України.

## Клімат
| NOVA SIRI        | Місяці | Місяці | Місяці | Місяці | Місяці | Місяці | Місяці | Місяці | Місяці | Місяці | Місяці | Місяці | Пора | Пора | Пора | Пора | Рік  |
| NOVA SIRI        | Січ    | Лют    | Бер    | Кві    | Тра    | Чер    | Лип    | Сер    | Вер    | Жов    | Лис    | Гру    | Зим  | Вес  | Літ  | Осі  | Рік  |
| ---------------- | ------ | ------ | ------ | ------ | ------ | ------ | ------ | ------ | ------ | ------ | ------ | ------ | ---- | ---- | ---- | ---- | ---- |
| Темп. макс. (°C) | 13.4   | 14.3   | 16.4   | 19.5   | 24.2   | 29.7   | 32.9   | 32.8   | 29.1   | 23.6   | 18.8   | 15.6   | 14.4 | 20   | 31.8 | 23.8 | 22.5 |
| Темп. мін. (°C)  | 5.5    | 5.6    | 7.3    | 9.5    | 13.1   | 17.7   | 20.4   | 20.5   | 17.5   | 13.6   | 10.2   | 7.4    | 6.2  | 10   | 19.5 | 13.8 | 12.4 |

## Сусідні муніципалітети
- Колобраро
- Нова-Сірі
- Полікоро
- Турсі
- Вальсінні